# Komisija Pravičnost in mir
Komisija Pravičnost in mir, s kratico KPM, je delovno telo Slovenske škofovske konference (SŠK) za področje družbene pravičnosti, miru in spoštovanja človekovih pravic. Komisija raziskuje odprta in pereča vprašanja, preiskuje in obravnava vprašanja, ki zadevajo družbeno pravičnost, mir in spoštovanje človekovih pravic v Republiki Sloveniji in zunaj nje. Sodeluje tudi s sorodnimi komisijami evropskih in drugih škofovskih konferenc ter vzdržuje redne stike s Papeškim svetom Pravičnost in mir v Rimu. V svojih prizadevanjih sodeluje tudi z drugimi organizacijami, gibanji in ustanovami, katerih nameni in duh so ji sorodni.

## Vodstvo
Predsednik Komisije je ljubljanski nadškof metropolit Stanislav Zore, tajnik pa Tadej Strehovec.
Prvi predsednik, ki je komisijo oblikoval v razpoznavno ustanovo Rimskokatoliške cerkve v Sloveniji je bil od leta 1985 do 2013 Anton Stres.

## Zgodovina
Komisija Pravičnost in mir je bila ustanovljena skupaj z drugimi sveti Slovenske pokrajinske škofovske konference (SPŠK) 24. septembra 1985 in dokončno potrjena naj seji Slovenske pokrajinske konference v Mariboru 19. novembra 1985, ustanovitev pa je postala pravnomočna 1. januarja 1986. Tedaj je začel obstojati in delovati Svet Pravičnost in mir pri Slovenski pokrajinski škofovski konferenci. Od 18. do 20. oktobra 1985 je takratni predsednik Anton Stres že sodeloval na razširjenjem sestanku evropskih komisij Pravičnost in mir v Cartignyju blizu Ženeve. Svet je imel prvo sejo šele 3. oktobra 1986. Prvi člani so bili trije: Alojzij Snoj, Anton Stres in Jože Vidrih. februar septembra 1987 se Svet Pravičnost in mir preimenoval v Komisijo Pravičnost in mir. Naslednje leto pa so se ji pridružili še Borut Košir, M. Lavrič(ime?) in Ivan Štuhec. Tako je ostalo do konca prvega mandata, 1. januarja 1991, ko so komisijo sestavljali naslednji člani: Lojze Gosar, Drago Klemenčič, Borut Košir, D. Smrdel(ime?), Anton Stres, Ivan Štuhec in Alojz Žerovnik. Vendar so sodelovali še drugi strokovnjaki, ki so bili vedno sproti povabljeni. V drugem obdobju je s priznanjem Slovenske škofovske konference tudi Komisija Pravičnost in mir dobila položaj narodne komisije in s tem polnopravno članstvo v Evropski konferenci komisij Pravičnost in mir. V tem smislu je bil tudi dodelan Statut in Pravilnik komisije, ki ga je Slovenska škofovska konferenca potrdila 21. februarja 1994.
Ob desetletnici delovanja Komisije je tedanji predsednik Anton Stres zapisal: "Kako prav so imeli slovenski škofje, ko so pred desetletjem ustanovili komisijo Pravičnost in mir, čeprav je v začetku imela samo položaj komisije pri pokrajinski konferenci slovenskih škofov. Kajti kmalu po njeni ustanovitvi se je v Sloveniji demokratična zavest vedno hitreje prebujala in uveljavljala. Katoliška Cerkev, ki je bila skupaj z nekaterimi drugimi verskimi skupnostmi edino območje, ki ni bilo pod neposrednim vodstvom vladajoče partije in so njeni člani zaradi tega, ker se ni hotela ukloniti njenemu monopolu, v preteklosti veliko trpeli, se je že s samim tem dejstvom uvrščala v prednjo vrsto demokratičnih hotenj. Komisija Pravičnost in mir je to poslanstvo Cerkve vzela zavestno za svojo nalogo, s tem ko si je zadala dolžnost, da bo branila človekove pravice in družbeno pravičnost. Kajti članom komisije Pravičnost in mir je bilo od vsega začetka jasno, da njihova naloga ni samo obramba pravic Cerkve in njenih članov, čeprav se ni bilo mogoče izogniti tudi tem nalogam. Vendar so pravice Cerkve in njenih članov samo del občih človekovih pravic in so lahko zavarovane samo v demokratičnem družbenem okolju. To je bilo treba šele vzpostaviti in ta naloga še dandanes ni opravljena. Pravzaprav so svoboda, demokracija, družbena pravičnost in medsebojno spoštovanje take naloge, ki niso nikoli dokončane, zato je tudi poslanstvo Komisije Pravičnost in mir neomejeno."

## Izjave
Vsebinsko pa delo komisije odseva predvsem v izjavah za slovensko in mednarodno javnost, ki so bile v tiskani obliki zbrane ob 10-letnici obstoja Komisije (1995).
| #    | Datum              | Izjava |
| ---- | ------------------ | --- |
| 1.   | 2. december 1986   | O ugovoru vesti |
| 2.   | 22. marec 1987     | O ugovoru vesti in "Novi reviji" |
| 3.   | 25. junij 1987     | O spoštovanju človekovih pravic v SFRJ |
| 4.   | 20. november 1987  | Pravice slovenske manjšine na Koroškem |
| 5.   | 11. marec 1988     | Ustavne spremembe in človekove pravice |
| 6.   | 2. junij 1988      | Ob aretaciji Janeza Janša |
| 7.   | 6. julij 1988      | Ob sojenju štirim obtoženim |
| 8.   | 7. oktober 1988    | Zaskrbljenost zaradi mednarodnih odnosov |
| 9.   | 11. januar 1989    | Za svobodo združevanja |
| 10.  | 24. februar 1989   | O dogodkih na Kosovu |
| 11.  | 24. maj 1989       | Obramba človekovih pravic |
| 12.  | 7. julij 1989      | Za vsenarodni nastop |
| 13.  | 31. oktober 1989   | Podpora slovenski manjšini v Italiji |
| 14.  | 31. oktober 1989   | Podpora prizadevanjem za demokracijo in pravico do samoobrambe |
| 15.  | 16. januar 1990    | Za pluralizem, obveščenost, svobodne volitve |
| 16.  | 2. julij 1990      | Za globlje razumevanje sprave |
| 17.  | 27. november 1990  | Izjava ob plebiscitu |
| 18.  | 6. maj 1991        | Proti nasilju na Hrvaškem |
| 19.  | 23. maj 1991       | O javnem obveščanju |
| 20.  | 24. maj 1991       | Proti nasilju jugoslovanske armade |
| 21.  | 27. junij 1991     | Poziv svetovni javnosti |
| 22.  | 27. junij 1991     | Izjava in poziv mednarodni javnosti |
| 23.  | 28. junij 1991     | Poziv evropskim komisijam pravičnost in mir |
| 24.  | 4. julij 1991      | Poziv prebivalcem Slovenije za strpnost |
| 25.  | 13. september 1991 | O domnevni ustavni pravici do splava |
| 26.  | 13. september 1991 | Poziv odgovornim evropske skupnosti za Hrvaško |
| 27.  | 20. december 1991  | Ne strinjamo se z ustavnim predlogom glede splava |
| 28.  | 13. april 1992     | Ob drugi obletnici demokratičnih volitev |
| 29.  | 8. junij 1992      | Izjava ob uboju Ivana Krambergerja in glede splava |
| 30.  | 23. oktober 1992   | Za dosledno spoštovanje človekovih pravic v šolstvu |
| 31.  | 10. december 1992  | Poziv za mir v Bosni in Hercegovini |
| 32.  | 20. april 1993     | Za temeljito raziskavo vseh sumljivih poslov |
| 33.  | 17. januar 1994    | Za poštenje in zakonitost |
| 34.  | 14. marec 1994     | V podporo boju proti korupciji |
| 35.  | 24. marec 1994     | Za popolno resnico o "primeru Smolnikar" |
| 36.  | 24. marec 1994     | Za celovito reševanje spornega delovanja obveščevalnih služb |
| 37.  | 5. april 1994      | Proti dušenju demokracije |
| 38.  | 15. september 1994 | Za demokracijo v pozitivnem pomenu |
| 39.  | 14. november 1994  | Pomembnost območnih volitev |
| 40.  | 6. marec 1995      | Za šolstvo brez diskriminacije |
| 41.  | 7. april 1995      | Za slovesnosti v duhu sprave |
| 42.  | 21. junij 1995     | Poziv za rešitev življenja Marka Jakomina |
| 43.  | 23. oktober 1995   | Proti pobudi za splošen odvzem državljanstva neslovencem |
| 44.  | 6. september 1996  | Za spoštovanje političnih pravic in pravno državo |
| 45.  | 19. maj 1997       | Pridružitev Slovenije evropski zvezi |
| 46.  | 17. november 1997  | Za dobro in odgovorno volilno udeležbo |
| 47.  | 1. januar 1997     | Ob naraščanju zasvojenosti z drogami |
| 48.  | 25. junij 1999     | Za večjo verodostojnost državnih institucij |
| 49.  | 25. oktober 1999   | Izjava o ureditvi množičnih grobišč |
| 50.  | 6. april 2000      | Za spoštovanje demokratično izražene volje državljanov |
| 51.  | 18. julij 2000     | O umetni oploditvi |
| 52.  | 8. januar 2001     | Proti izkoriščanju zaposlenih in za zaščito družine |
| 53.  | 7. februar 2001    | Prebežniki so ljudje |
| 54.  | 22. marec 2001     | Umik pravilnika in odpoved nakupom ob nedeljah |
| 55.  | 12. april 2001     | Stališče o evtanaziji |
| 56.  | 2. oktober 2001    | Razkritje množičnega morišča v Slovenski Bistrici |
| 57.  | 15. april 2002     | Za zaščito družine in nedeljski počitek |
| 58.  | 10. junij 2002     | Slovenija sodi v Evropsko unijo in v Nato |
| 59.  | 5. september 2002  | Poziv v zvezi z razmerami v piranskem zalivu in aretacijo Joška Jorasa |
| 60.  | 3. marec 2003      | Vojna ni rešitev |
| 61.  | 21. avgust 2003    | O verski nestrpnosti; About religious intolerance |
| 62.  | 8. september 2003  | Poziv Komisije Pravičnost in mir k udeležbi na referendumu o nedeljskem delu v trgovinah |
| 63.  | 17. februar 2004   | Davčna politika v Republiki Sloveniji |
| 64.  | 13. september 2005 | Referendum o zakonu o RTV Slovenija |
| 65.  | 25. oktober 2005   | Stališče KPM do povečanja konkurenčnosti slovenskega gospodarstva |
| 66.  | 18. april 2006     | Izjava Komisije pravičnost in mir pri SŠK o pridobivanju italijanskega državljanstva |
| 67.  | 4. maj 2006        | Proti širitvi igralništva na račun temeljnih vrednot – igralništvo odpira mnoge družbene probleme |
| 68.  | 18. julij 2006     | Izjava KPM o zagrebškem nadškofu in kardinalu blaženem Alojziju Stepincu |
| 69.  | 31. julij 2006     | Človeško življenje ni potrošni raziskovalni material; La vita umana non è materiale di ricerca da commercializzare |
| 70.  | 17. november 2006  | Poziv Komisije Pravičnost in mir pri SŠK k strpnosti do članov romske skupnosti |
| 71.  | 16. julij 2007     | Poziv slovenskim članom Amnesty International |
| 72.  | 26. oktober 2007   | Izjava Komisije Pravičnost in mir ob svetovnem dnevu varčevanja |
| 73.  | 2. november 2007   | Stališče Komisije Pravičnost in mir pri SŠK glede raziskovanja pri verskih obredih |
| 74.  | 13. maj 2008       | Izjava treh Komisij Pravičnost in mir o medvojnih in povojnih dogodkih |
| 75.  | 5. 2008            | Odgovorni za življenje in prihodnost Slovenije; Responsible for Life and the Future of Slovenia |
| 76.  | 10. 2008           | Izjava ob tednu razorožitve; Settimana mondiale del disarmo |
| 77.  | 11. 2008           | Odgovorno soočanje z družbenimi posledicami svetovne finančne krize |
| 78.  | 10. marec 2009     | Izjava KPM ob odkritju grobišča povojnih pobojev v rudniškem rovu v Hudi Jami; Statement about the discovery of a mass grave containing victims of post–war execution; Scoperta sconvolgente di cadaveri in Slovenia                                                          |
| 79.  | 21. avgust 2009    | Izjava KPM ob prvem dnevu spomina na žrtve totalitarnih in avtoritarnih režimov; Dichiarazione della Commissione Giustizia e Pace della CES sulla prima Giornata europea della memoria; A statement Remembrance Day for the Victims of Totalitarian and Authoritarian Regimes |
| 80.  | 25. maj 2010       | "Mir je sad pravičnosti" – Izjava o arbitražnem sporazumu; Peace is the fruit of justice |
| 81.  | 29. junij 2010     | Za vrednoto strpnosti in spoštovanje do vseh |
| 82.  | 31. avgust 2010    | Za spoštljivo in demokratično razpravo o predlogu družinskega zakonika |
| 83.  | 25. oktober 2010   | Državljani imamo pravico do pravne in socialne države |
| 84.  | 5. april 2011      | Referenduma zahtevata nov družbeni dogovor |
| 85.  | 17. junij 2011     | Za čim širše soglasje o Družinskem zakoniku |
| 86.  | 4. oktober 2011    | Medreligiozni in medkulturni dialogi – spremembe in izzivi naše solidarnosti |
| 87.  | 14. november 2011  | »Naj se sliši vaš glas!« Odgovorni za življenje in prihodnost Slovenije 2011 |
| 88.  | 27. december 2011  | Zavzemimo se za vrednoto družine in zakonske zveze |
| 89.  | 5. januar 2012     | Zavzemanje za družino ne more biti »kulturna blokada« Slovenije |
| 90.  | 13. februar 2012   | Versko svobodo je potrebno varovati tudi v primeru Judovske in Islamske skupnosti v Republiki Sloveniji |
| 91.  | 11. maj 2012       | Nasprotujemo kristjanofobičnemu zažigu križa v Strunjanu |
| 92.  | 5. november 2012   | Vabilo k udeležbi na predsedniških volitvah 2012 |
| 93.  | 28. november 2012  | Nasilje ne sme nadomestiti demokracije |
| 94.  | 7. junij 2013      | Za pravično sodstvo |
| 95.  | 1. julij 2013      | Svoboda veroizpovedi je sestavni del pravične družbe |
| 96.  | 8. november 2013   | Za čim širše družbeno soglasje o Zakonu o davku na nepremičnine |
| 97.  | 20. maj 2014       | Udeležba na volitvah je pravica in dolžnost za vsakega kristjana |
| 98.  | 24. junij 2014     | O pravičnosti, pravni državi in začetku prestajanja zaporne kazni Janeza Janše |
| 99.  | 21. maj 2015       | Pravica do spoštljive svobode izražanja |
| 100. | 9. februar 2015    | Stališče Komisije pravičnost in mir SŠK o evtanaziji |
| 101. | 24. april 2015     | Pravosodje in mediji morajo biti vedno v službi demokracije |
| 102. | 24. april 2015     | Stališče KPM o spomeniku žrtvam vseh vojn |
| 103. | 31. avgust 2015    | Poskrbimo za vse brate in sestre |
| 104. | 7. december 2015   | Starši na referendumu zaščitite otroke! |
| 105. | 14. januar 2016    | Odziv Komisije Pravičnost in mir pri SŠK na onečaščenje prostora namenjenega gradnji Islamskega verskega in kulturnega centra v Ljubljani |
| 106. | 19. avgust 2016    | Etična in socialna izhodišča za pogajanja o sklenitvi Čezatlantskega partnerstva za trgovino in naložbe |